# Бортом (сельское поселение Пыёлдино)
Бортом  (коми Бортöм) — деревня в Сысольском районе Республики Коми в составе сельского поселения  Пыёлдино. 

## География
Расположена на правобережье реки Сысола на расстоянии 17 км от районного центра села Визинга по прямой на юго-восток.  

## История
Известна с 1784 года как деревня Сиртополова. В 1859 году ─ д. Сиртополовская или Модлапол, имелось 8 дворов и 78 человек, в 1920 году ─ д. Сартополовская имела 86 дворов и 416 человек. В 1939 году переименована в Бортом 282 человека. В 1959 году ─ 222, в 1970 ─ 266, в 1989 году ─ 176 человек.

## Население
Постоянное население  составляло 159 человек (коми 89%) в 2002 году, 93 в 2010 .